# Macrobaenetes
Macrobaenetes é um género de insecto da família Rhaphidophoridae.
Este género contém as seguintes espécies:
- Macrobaenetes kelsoensis
- Macrobaenetes valgum